# Nowe Miasto (przystanek kolejowy)

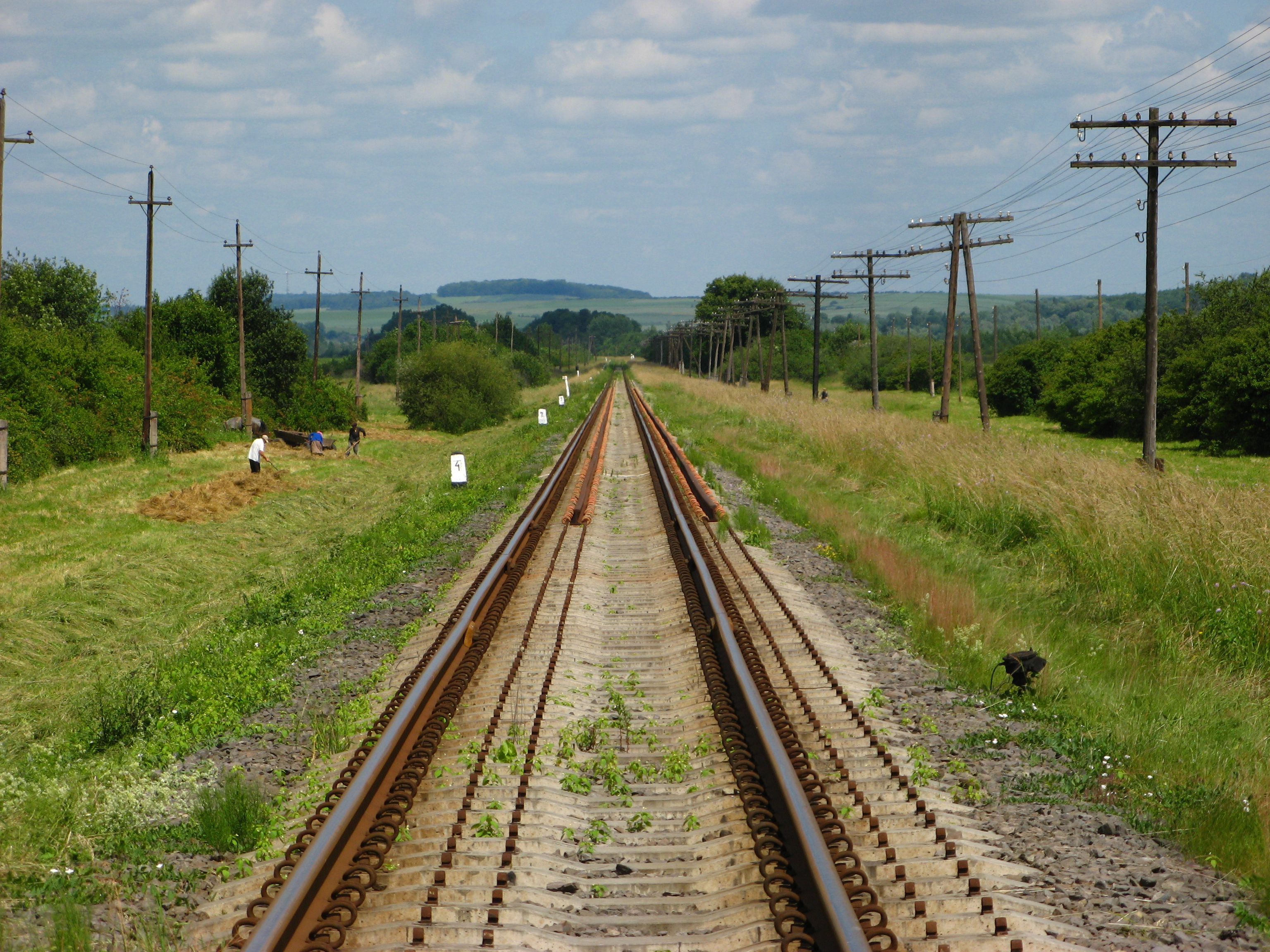
Dawna Pierwsza Węgiersko-Galicyjska Kolej Żelazna w Nowym Mieście

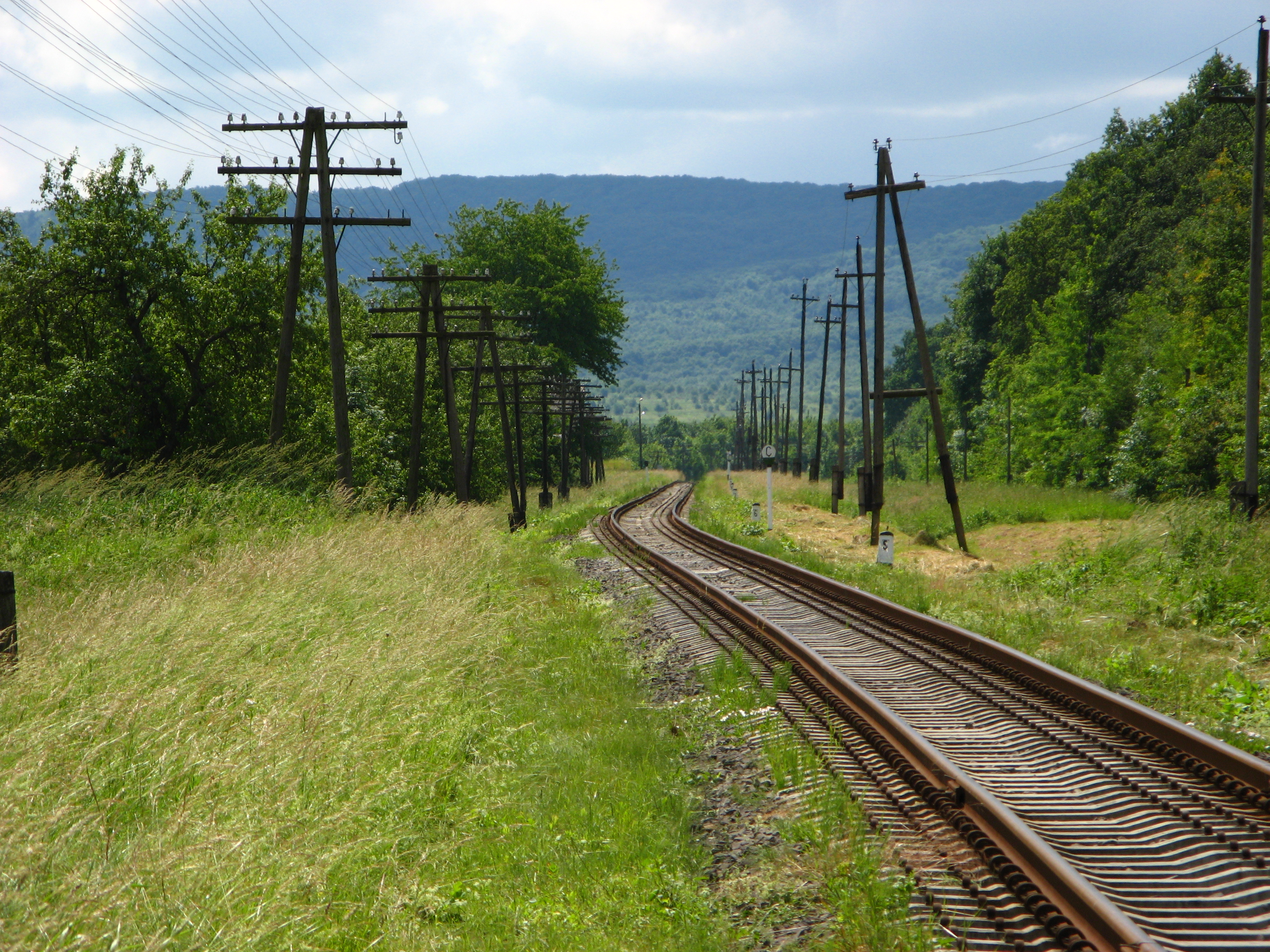
Dawna Pierwsza Węgiersko-Galicyjska Kolej Żelazna w Nowym Mieście

Nowe Miasto (ukr: Нове Місто, Nowe Misto) – przystanek kolejowy w Nowym Mieście, w obwodzie lwowskim, na Ukrainie. Jest częścią Kolei Lwowskiej. Znajduje się na linii Malhowice – Chyrów, 22 km na południe od Przemyśla.